# Kilb
Kilb je městys v Rakousku ve spolkové zemi Dolní Rakousy v okrese Melk. Žije zde přibližně 2 500 obyvatel.

## Geografie

### Geografická poloha
Kilb se nachází ve spolkové zemi Dolní Rakousy v regionu Mostviertel. Rozloha území městyse činí 15,18 km², z nichž přibližně 26% pokrývá les.

### Části obce
Území městyse Kilb zahrnuje 44 sídel (v závorce uveden počet obyvatel k 1. 1. 2022):
- Braunöd (26)
- Bühren (18)
- Dörfl (9)
- Dornhof (52)
- Feld (9)
- Fleischessen (27)
- Fohra (12)
- Fohrafeld (34)
- Freyen (89)
- Gartling (27)
- Glosbach (25)
- Graben (20)
- Graben bei Haag (12)
- Grub bei Kilb (22)
- Guglberg (17)
- Hauersdorf (19)
- Haxenöd (10)
- Heinrichsberg (24)
- Hohenbrand (19)
- Hummelbach (3)
- Kettenreith (157)
- Kilb (1306)
- Kohlenberg (22)
- Laach (18)
- Maierhöfen (29)
- Mallau (52)
- Niederhofen (60)
- Oberneuberg (34)
- Panschach (44)
- Petersberg (56)
- Rametzberg (29)
- Ranzenbach (11)
- Ruttersdorf (13)
- Schlögelsbach (15)
- Schützen (19)
- Taubenwang (4)
- Teufelsdorf (19)
- Umbach (53)
- Unterneuberg (7)
- Unterschmidbach (29)
- Volkersdorf (18)
- Wötzling (27)
- Waasen bei Kilb (22)
- Wiesenöd (62)

### Sousední obce
- na severu: Hürm
- na východě: Bischofstetten, Hofstetten-Grünau, Rabenstein an der Pielach (oba okres St. Pölten)
- na jihu: Kirchberg an der Pielach (okres St. Pölten)
- na západě: Texingtal, Kirnberg an der Mank, Mank

## Kultura a památky

### Stavby
- Zámek Grünbühel
- Farní kostel sv. Šimona a Judy v Kilbu

## Galerie

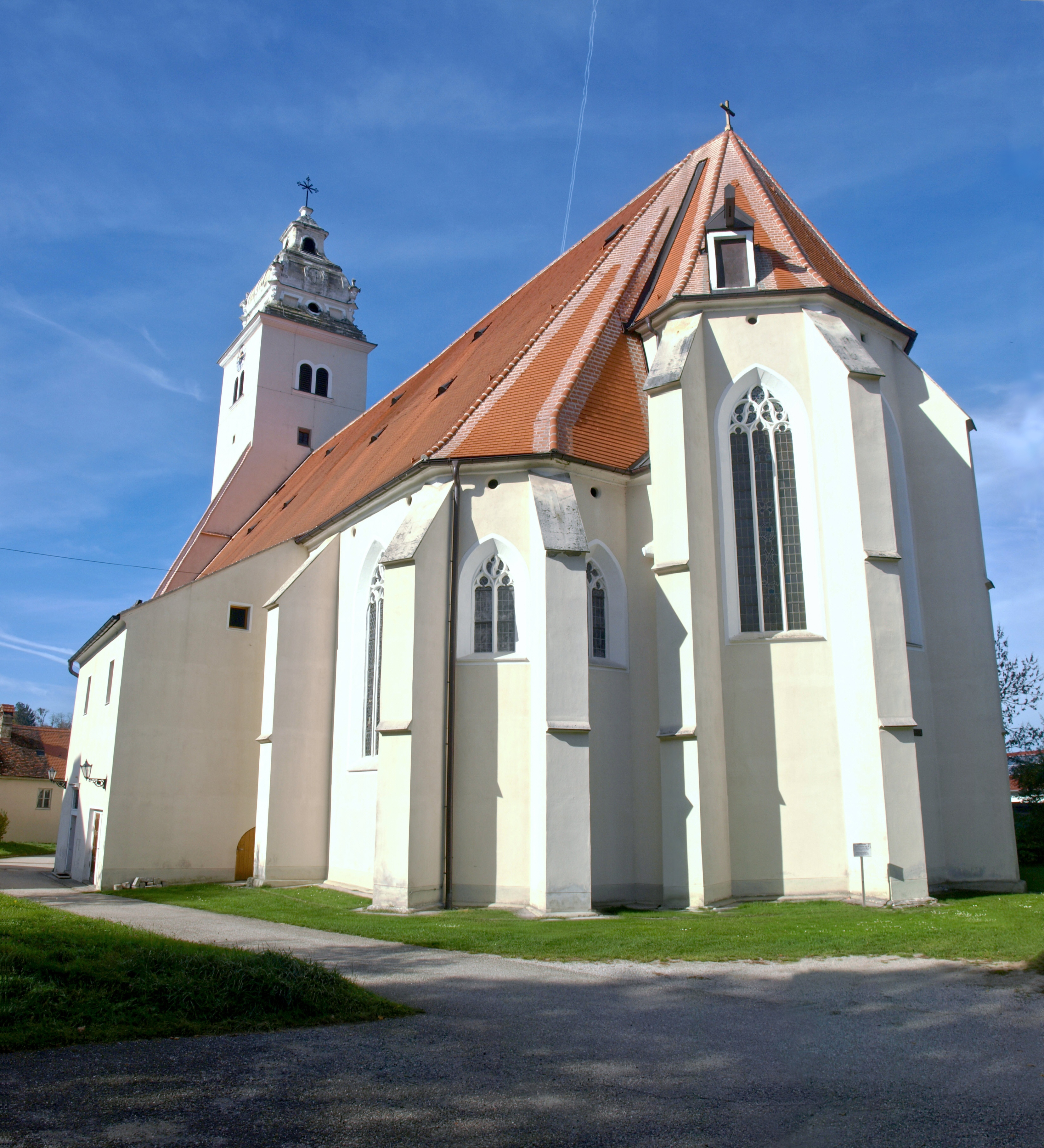
Farní kostel sv. Šimona a Judy
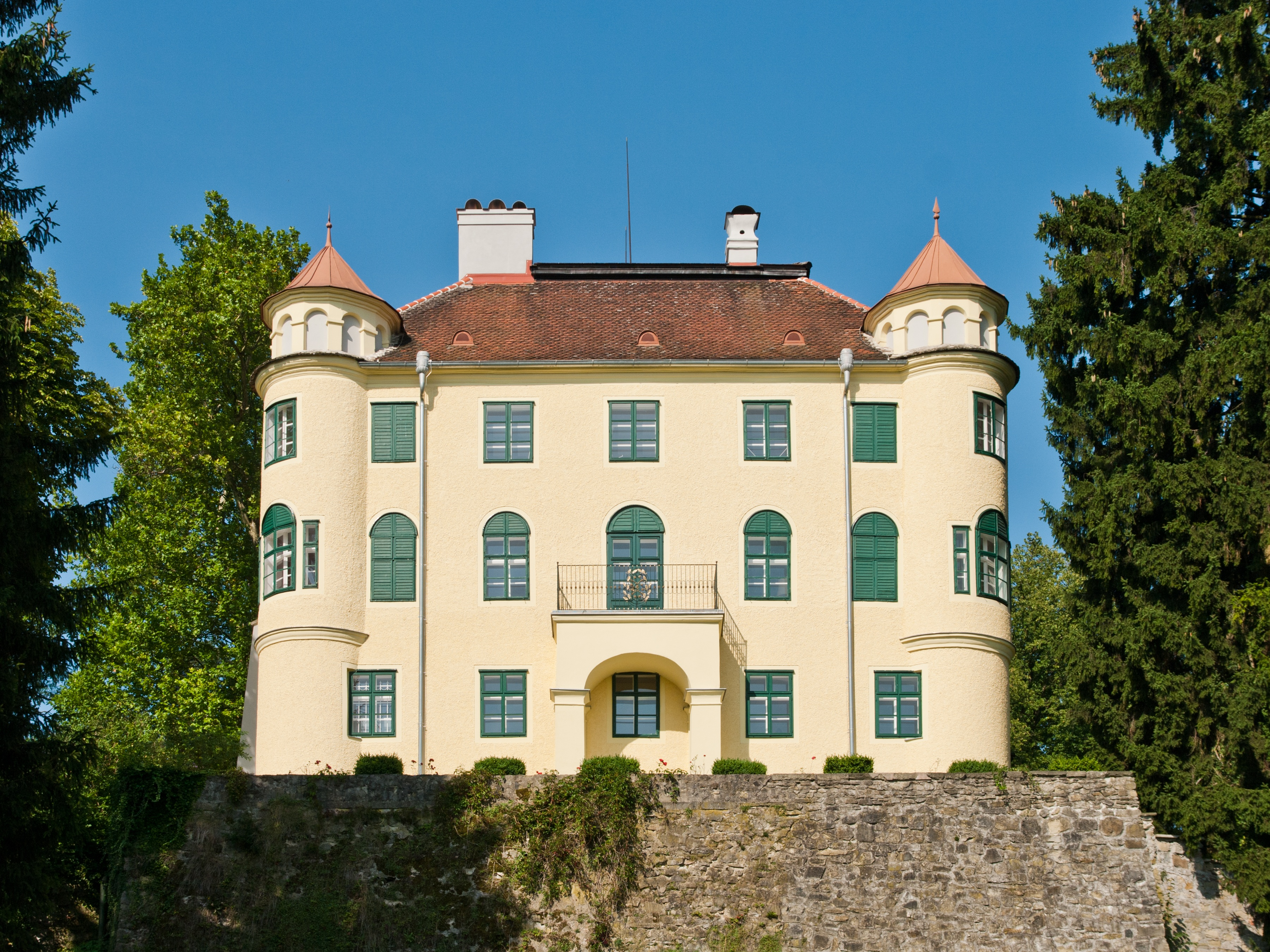
Zámek Grünbühel
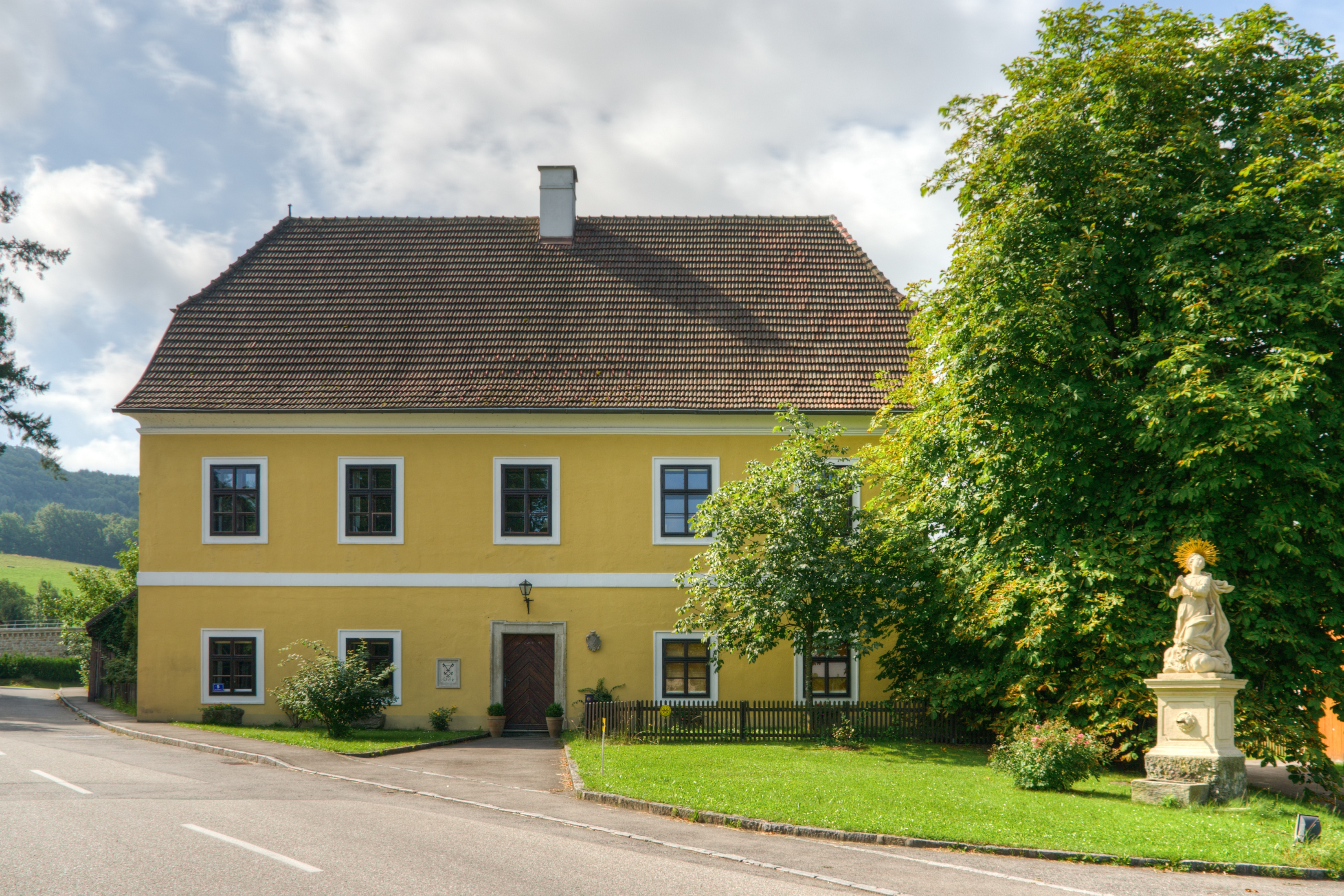
Kettenreith